# Hortezuela de Océn
Hortezuela de Océn település Spanyolországban, Guadalajara tartományban.  Lakosainak száma 33 fő (2024).

## Népesség
A település népessége az utóbbi években az alábbiak szerint változott:
| Lakosok száma | 79   | 78   | 73   | 73   | 70   | 54   | 50   | 42   | 38   | 33   |
|               | 2001 | 2004 | 2006 | 2009 | 2011 | 2014 | 2016 | 2019 | 2021 | 2024 |